# Alexander Schlümbach
Alexander Cristian Heinrich Friedrich Schlümbach (1772-1835) was een Duits plantkundige en bosbouwer. Hij is de maker van verschillende xylotheken in opdracht van de toenmalige koning Lodewijk Napoleon. Die schonk de xylotheken rond 1809 aan de Universiteit van Harderwijk, Leiden en Franeker. Napoleon wilde de scholen hiermee steunen in hun wetenschappelijk werk. Drie van Schlümbachs xylotheken nog steeds te zien; in achtereenvolgens
- Harderwijk (momenteel onder beheer in Enschede)
- Kasteel Groeneveld in Baarn (in bruikleen uit Leiden) (148 banden)[2] en
- Museum Martena in Franeker (158 banden).

Ook in andere landen is een xylotheek van Schlumback te vinden. In Alnarp in Zweden staat een xylotheek met 217 banden die Schlumback maakte in Neurenberg tussen 1805 and 1810 in samenwerking met Johann Goller.